# Idris II
Idris ibne Idris, melhor chamado de Idris Alazar (Idris, o Jovem), Idris II ou Mulei Idris no Marrocos, foi califa do Califado Idríssida de 808 a 828. Foi antecedido por seu pai Idris I e sucedido por seu irmão Maomé I.

## Vida

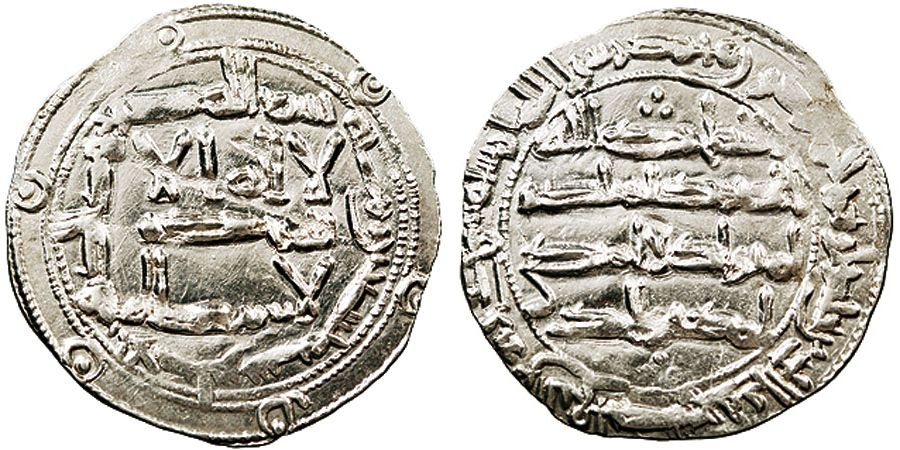
Dirrã de r.

Idris era filho de Idris I (r. 789–791), o fundador do Califado Idríssida, e pai de Maomé, Amade, Ubaide Alá, Issa, Idris, Jafar, Hâmeza, Iáia, Abedalá, Alcácime, Daúde e Omar. Sua mãe, a concubina Canza, estava grávida de sete meses de Idris quando seu pai morreu. Idris nasceu em agosto de 791 em Ualila e foi nomeado em honra ao pai, mas foi chamado Alazar para ser distinguido dele. Segundo a tradição, um dos nobres idríssidas, Raxide, persuadiu os berberes a esperar por seu nascimento, e caso fosse um menino, deveriam proclamá-lo imame. Agiu como seu regente e serviu como tutor e mentor. Em 802, o emir Ibraim ibne Aglabe (r. 800–812) da Ifríquia instigou a revolta de Balul ibne Abde Aluaide entre os mategaras e Raxide foi assassinado. A regência passou para Calide Iázide ibne Ilias, que, no começo de 803, quando Idris tinha 11 anos, proclamou-o imame na mesquita de Ualila.
Logo que ascendeu, Idris fez a paz com Ibraim ibne Aglabe. Em 805, recebeu apoiantes árabes que vieram da Ifríquia e do Alandalus. Logo, decidiu mudar-se de capital na esperança de se livrar da influência berbere, porém fracassou nas suas primeiras investidas em 806-807. Em 808, executou Ixaque ibne Maomé ibne Abdal Hamide, o chefe dos aurabas, por estar contactando os aglábidas. No fim do ano, se estabeleceu na margem direita de Uádi Fez, que era povoado por alguns zenetas, e onde seu pai erigiu o campo militar fortificado de Garuaua, o sítio original da Almedina de Fez. Ele fortificou as muralhas e então em 809 mudou-se à margem esquerda, onde comprou a terra dos Banu Alcair, uma fração dos zauagas, num lugar chamado Macarmada, e fundou o quarteirão oriental que ficou conhecido como Ifríquia e Encosta de Cairuão (Udwat al-Karawiyyin).
No fim de 812, expedicionou contra os masmudas do Alto Atlas e tomou o vale do Nefis. Em 812/813, o magraua Maomé ibne Cazar lhe jurou lealdade e pouco Idris fez campanha contra os nefusas do país em torno de Tremecém. Ele ficou algum tempo na cidade, onde restaurou a mesquita de Agadir e ordenou que seu nome fosse inscrito no mimbar (815). Confiou a cidade e sua província a seu primo Maomé ibne Soleimão ibne Abedalá e voltou a Fez. Na primavera-verão de 818, chegaram ao Magrebe Ocidental grandes levas de rabadias (rabadiyya), comuns de Córdova, no Alandalus, que foram expulsos pelo emir Aláqueme I (r. 796–822). Visando diminuir a presença berbere no distrito da margem direita, chamou-os para viver ali, num lugar que chamar-se-ia Encosta do Alandalus. De acordo com lendas do Magrebe, os hamais (porteiros berberes de antigas cidades da região) receberam certos privilégios sob ele. Também se alega que conduziu campanhas, em data incerta, contra Suz Alacsa e Massa.
Após várias batalhas em seu reinado contra os berguatas, as tribos berberes carijitas e pagãs, morreu em virtude de um acidente, em Fez ou Ualila, em setembro de 828, aos 38 anos. Foi enterrado em Ualila, junto com seu pai. Não foi até o século XV, em 1437/1438, que por razões ligadas à defesa do islamismo contra invasores cristãos e o prestígio da cidade santa de Fez que seu corpo foi levado e redescoberto na Mesquita de Chorfa, onde sua tumba é objeto de veneração pelos atuais marroquinos.